# ルネ・カントン

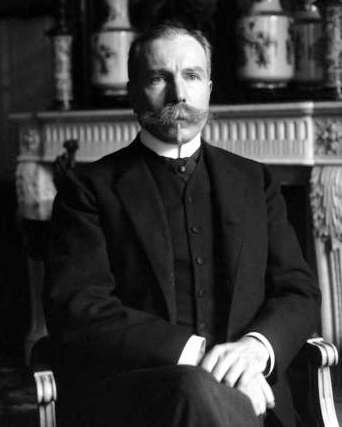
ルネ・カントン

ルネ・カントン（フランス語: René Quinton、1866年12月15日 - 1925年7月9日）は、フランスの生理学者、航空機産業の先駆者である。

## 医療
19世紀の終わり、ルネ・カントンは、エティエンヌ＝ジュール・マレーとともに医学アカデミーのメンバーの一員であり、科学アカデミーの学長だった。
コレージュ・ド・フランスの研究機関 Pathologie Physiologiqueの助手として働き、さまざまな動物の種における恒常性・特に温度および塩分濃度を調べた。また海水が人間の血液と成分が非常によく似ていることに注目して飲用・点滴用に食塩水を使う治療法を考案し、医療現場に於ける生理食塩水の利用の先駆となった。

## 航空
カントンは航空産業に功績を残した。1908年にフランス飛行クラブの共同設立者となり 、フェルディナンド・ファーバーとともに「Ligue Nationale Aérienne」という世界初のパイロットのための学校を設立した。カントンはポール・ドゥメール、アンドレ・ミシュラン、ポール・パンルヴェとともに働いた。
また、文学および科学と芸術における名士たちによる「45」というグループのメンバーだった。
1908年5月、ファーバーはカントンの提案を受けて、グループについて発表を行い、カントンの航空産業における実績は喝采を浴びた。その後、カントンはエンジンを停止させたままで高度を50メートル以上下げることなく、5分間飛行することができたら10,000フランの賞金を出すことを発案した 。